# 郁文 (少將)
郁文（1919年—1975年11月4日）江苏海门人，中国人民解放军开国少将。

## 生平
1938年参加八路军，同年加入中国共产党。中华人民共和国成立后，曾任海南军区政治部主任、副政委兼政治部主任、副政委。1961年9月，国防部第五研究院三分院成立，郁文任政委。1964年12月，国防部第五研究院集体转业，改为中华人民共和国第七机械工业部，郁文改任第七机械工业部三院党委书记。1969年至1971年，任空军第六研究院党的核心小组第一副组长。1971年9月九一三事件发生后，郁文于1971年9月被撤职，长期隔离审查。
1975年11月4日，郁文在北京逝世，享年56岁。
1955年授大校军衔，1964年晋升为少将军衔。